# Peter Grassmann (Physiker)

Peter Grassmann (1955)

Peter Grassmann (* 13. August 1907 in München; † 5. März 1994 in Kilchberg ZH) war ein deutsch-schweizerischer Physiker, Mathematiker und Hochschullehrer.

## Leben
Peter Grassmann, Sohn von Karl und Auguste, geborene Rothmund, heiratete 1934 Marianne Grosshut, Tochter von Xaver. Er studierte Physik in München und Berlin.

## Schaffen
Grassmann schloss 1932 sein Doktorat mit einer Arbeit über den Ramaneffekt von wässrigen Nitratlösungen ab. Zwischen 1932 und 1937 betrieb er Forschungen auf dem Gebiet der Tieftemperaturphysik (Heliumverflüssigungen und Supraleitung) an der Physikalisch-Technischen Reichsanstalt Berlin. Anschliessend, von 1937 bis 1950, war Grassmann als Entwicklungsleiter bei der Firma Messer in Frankfurt am Main tätig und an der Entwicklung neuartiger Grossanlagen für Luft- bzw. Gaszerlegung und -verflüssigung beteiligt. Von 1950 bis 1975 war er Professor für kalorische Apparate und Kältetechnik an der ETH Zürich. Grassmann betreute mehr als 75 Dissertationen und war an mehr als 200 Veröffentlichungen beteiligt. Er hatte massgeblichen Anteil an der Entwicklung der Verfahrenstechnik zur eigenständigen Ingenieurdisziplin in Europa. Er war Mitbegründer sowie Präsident des Schweizerischen Vereins für Kältetechnik. Er war ehrenamtlich bei der VDI-Gesellschaft Verfahrenstechnik und Chemieingenieurwesen aktiv.
Im Jahre 1972 wurde ihm der Dr. h. c. der Technischen Universität München und der Technischen Universität Karlsruhe verliehen. Er wurde mit der Grashof-Denkmünze des Vereins Deutscher Ingenieure (VDI) ausgezeichnet. Der Deutsche Kältetechnische Verein (DKV) ernannte ihn zum Ehrenmitglied. Von der Forschungsgesellschaft Verfahrenstechnik erhielt er die Arnold-Eucken-Medaille. Die Bayerische Akademie der Wissenschaften ernannte ihn zum korrespondierenden Mitglied.

## Werke
- Physikalische Grundlagen der Verfahrenstechnik. 3. Auflage. Sauerländer, Frankfurt am Main 1983, ISBN 3-7941-0715-2.